# Tatra T1
Tatra T1 – tramwaj wytwarzany w latach 1952–1958 w zakładach ČKD w Pradze w Czechosłowacji. W ciągu sześciu lat produkcji powstało 287 tramwajów tego typu. Jest to pierwszy model tramwaju serii Tatra.

## Historia
Jeszcze pod koniec lat 30 XX wieku czechosłowacki koncern ČKD powziął zamiar wdrożenia do produkcji nowoczesnego tramwaju, opartego na amerykańskiej koncepcji PCC. Na podstawie porozumienia o wymianie licencji z amerykańską firmą Westinghouse, ČKD miała otrzymać dokumentację wyposażenia elektrycznego wozów tego typu, jednakże na skutek wybuchu II wojny światowej, nastąpiło to dopiero po wojnie. Wtedy też, po porównaniu różnych konstrukcji europejskich, zapadła w Czechosłowacji decyzja o wdrożeniu do produkcji wozu według koncepcji PCC. Został on opracowany w zakładach Tatra Smíchov koncernu ČKD, a prototyp wyjechał w listopadzie 1951 roku. Pierwsze wozy rozpoczęły eksploatację w Pradze już wiosną 1952 roku.

## Konstrukcja
T1 to silnikowy wagon tramwajowy wywodzący się konstrukcyjnie z amerykańskiej koncepcji PCC, a więc jest to jednokierunkowy, jednoczłonowy, czteroosiowy wagon z dwoma dwuosiowymi wózkami i podłogą na stałej wysokości. Po prawej stronie nadwozia zamontowano troje drzwi harmonijkowych z elektrycznym napędem. Układ drzwi umożliwiał ukierunkowaną wymianę pasażerów, tj. wsiadanie przednimi drzwiami i wysiadanie środkowymi lub tylnymi drzwiami. Miejsca siedzące miały postać dzielonych ławek z tapicerką ze skaju, umieszczonych wzdłuż linii okien (jedynie ostrawskie egzemplarze miały ławki zamontowane w poprzek linii okien).
Tramwaj fabrycznie wyposażono w pałąkowy odbierak prądu oraz w wyposażenie elektryczne TR32 z rozruchem oporowym. Napięcie zasilające obwody elektryczne było równe 600 V prądu stałego; standardowo polaryzację dodatnią ma sieć trakcyjna, a ujemną szyny tramwajowe, lecz na życzenie przedsiębiorstw komunikacyjnych polaryzacja mogła zostać odwrócona (Brno, Ostrawa, Koszyce).
Z przodu tramwaju zamontowano jeden reflektor (dwa reflektory montowano fabrycznie dopiero w tramwajach typu T3). Nad dzieloną szyba przednią, ponad tablicą kierunkową, montowano czerwoną pięcioramienną gwiazdę. Prawdopodobnie z powodu mniejszej szerokości nadwozia niż w późniejszych tramwajach serii Tatra, tramwaj typu T1 określano potocznie jako žehlička (pol. żelazko).

## Dostawy
| Państwo                              | Miasto           | Typ            | Lata dostaw    | Liczba | Numery taborowe |
| ------------------------------------ | ---------------- | -------------- | -------------- | ------ | --------------- |
| Republika Czechosłowacka (1948–1960) | Koszyce          | T1             | 1956–1958      | 11     | 201–211         |
| Republika Czechosłowacka (1948–1960) | Most – Litvínov  | T1             | 1957–1958      | 34     | 201–234         |
| Republika Czechosłowacka (1948–1960) | Ołomuniec        | T1             | 1957–1958      | 10     | 101–110         |
| Republika Czechosłowacka (1948–1960) | Ostrawa          | T1             | 1955–1957      | 44     | 501–544         |
| Republika Czechosłowacka (1948–1960) | Pilzno           | T1             | 1955–1957      | 33     | 101–133         |
| Republika Czechosłowacka (1948–1960) | Praga            | T1             | 1951–1956      | 133    | 5001–5133       |
| Polska                               | Warszawa         | T1             | 1955           | 2      | 501, 502        |
| ZSRR                                 | Rostów nad Donem | T1             | 1957           | 20     | 301–320         |
| Łączna liczba:                       | Łączna liczba:   | Łączna liczba: | Łączna liczba: | 287    |                 |

## Eksploatacja

### Czechosłowacja

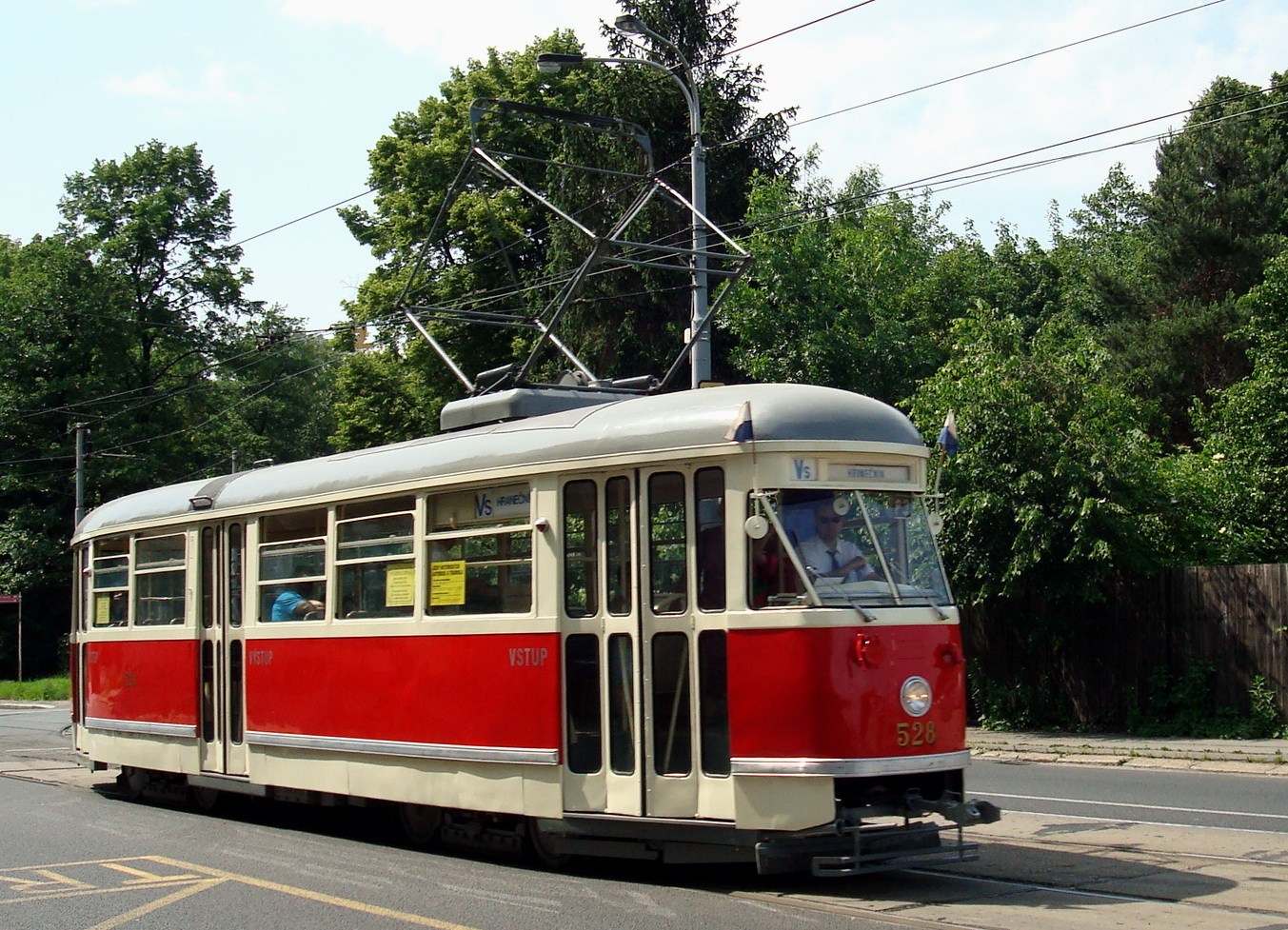
Zabytkowa Tatra T1 w Ostrawie

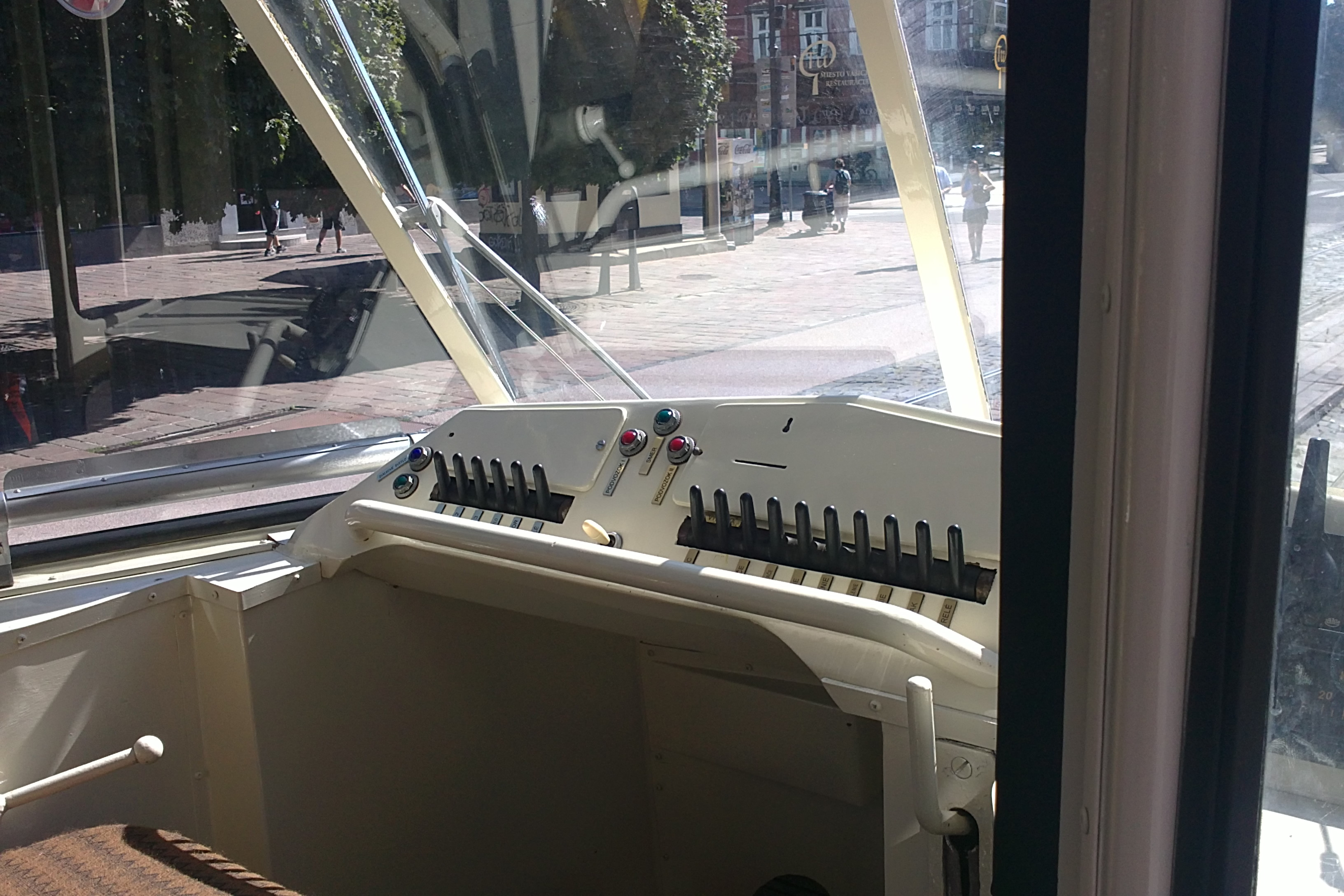
Pulpit motorniczego koszyckiej Tatry T1

Dwa prototypy wyprodukowane zostały w 1951 roku i przeznaczone do testów w Pradze. Pierwszy z nich (oznaczony nr 5001) rozpoczął jazdy próbne 22 listopada 1951 roku, kolejny (nr taborowy 5002) rok później.
Wozy T1 eksploatowane były do lat 80. XX wieku, a ostatni został wycofany z ruchu w Pilźnie 4 kwietnia 1987 roku. Obecnie zobaczyć je można na terenie Czech w muzeach w Ostrawie (nr 528), Pilźnie (nr 121) i Pradze (nr 5001 i 5002) oraz Muzeum Techniki w Brnie (nr 5064 z Pragi). Egzemplarze z Ostrawy, Pilzna i Pragi są czynne i uczestniczą w przejazdach okolicznościowych. Na terenie Słowacji do celów muzealnych pozostawiono wagon o nr 203 z Koszyc.

### Polska
Dwa egzemplarze wyprodukowane w 1955 roku zostały zakupione do Warszawy. Tam zostały przebadane przez polskich konstruktorów, a podpatrzone rozwiązania przyczyniły się do budowy tramwaju Konstal 13N. Następnie wozy przekazano do jazdy liniowej (nr 501 i 502), którą zakończyły w latach 60. XX wieku.

### ZSRR
20 egzemplarzy wyprodukowanych w 1957 roku eksploatowanych było także w Rostowie nad Donem pod numerami taborowymi 301–320.

## Wagony historyczne
| Pochodzenie | Numer taborowy | Obecny właściciel | Typ | Rok produkcji | Historyczny od roku |        |
| ----------- | -------------- | ----------------- | --- | ------------- | ------------------- | ------ |
| Koszyce     | 203            | DPMK              | T1  | 1957          | 1983                | [ 12 ] |
| Ostrawa     | 528            | DPO               | T1  | 1957          | 1986                | [ 15 ] |
| Pilzno      | 121            | PMDP              | T1  | 1956          | 1983                | [ 16 ] |
| Praga       | 5001           | DPP               | T1  | 1951          | 1976                | [ 17 ] |
| Praga       | 5002           | DPP               | T1  | 1952          | 1985                | [ 18 ] |
| Praga       | 5064           | TMB               | T1  | 1955          | 1978                | [ 19 ] |